# Dvärgsnäppa
Dvärgsnäppa (Calidris minutilla) är en nordamerikansk vadarfågel och den minsta i familjen snäppor. Den häckar i norra Nordamerika och övervintrar från södra USA till södra Sydamerika. Fågeln uppträder mycket sällsynt i Europa, dock med fynd i alla Nordens länder. Arten minskar i antal men beståndet anses vara livskraftigt.

## Utseende och läten
Dvärgsnäppan är som namnet antyder en mycket liten vadare, endast 13-14,5 centimeter lång, med rund kropp, förhållandevis korta vingar, medellånga ben och en svagt nedböjd näbb med tunn spets. Den skiljs från alla andra mycket små vadare utom den ostasiatiska långtåsnäppan genom ljusa ben (grön- eller gulaktiga) och ingen handpenneprojektion. Till skillnad från långtåsnäppan är bröstteckningen tätare, suddigare och brunare, tårna kortare, pannan ljusare, näbben och tygeln mörk samt ögonbrynsstrecket mindre utvecklat.
I sommardräkt har dvärgsnäppans ovansida rödbruna bräm, vintertid är den grå med fjälligt utseende. Ungfåglarna är tydligare och mer rostbrunt tecknade. I flykten syns den för flera småvadare typiska vita övergumpen med svart mitt. Fågeln lockar med ett ljust, stigande trry-ip.

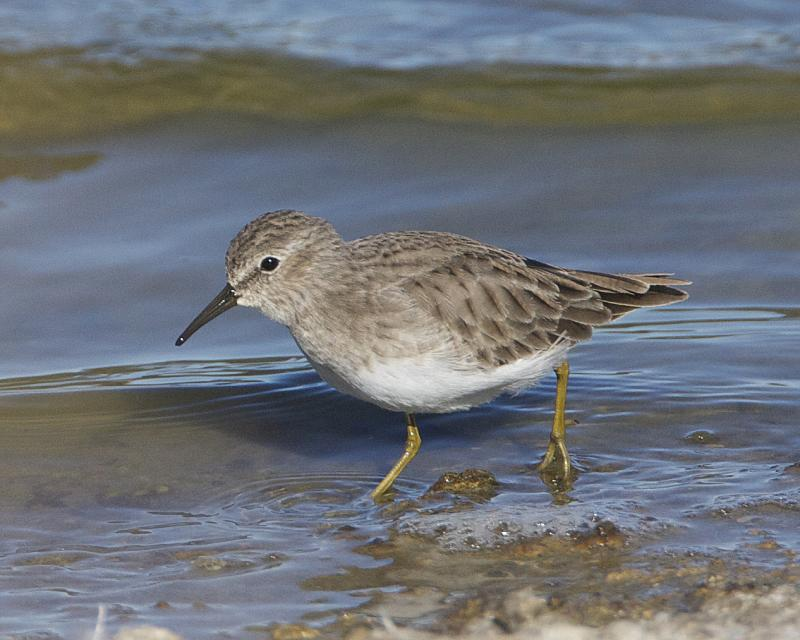
Adult i vinterdräkt.
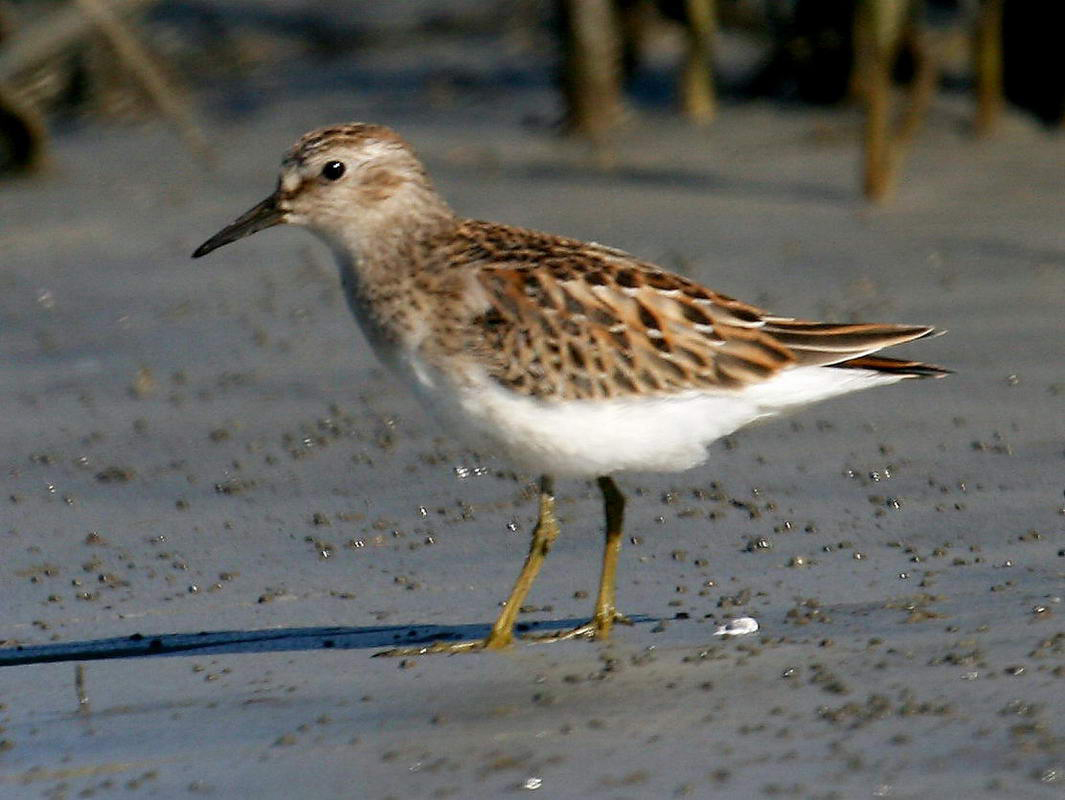
Juvenil.
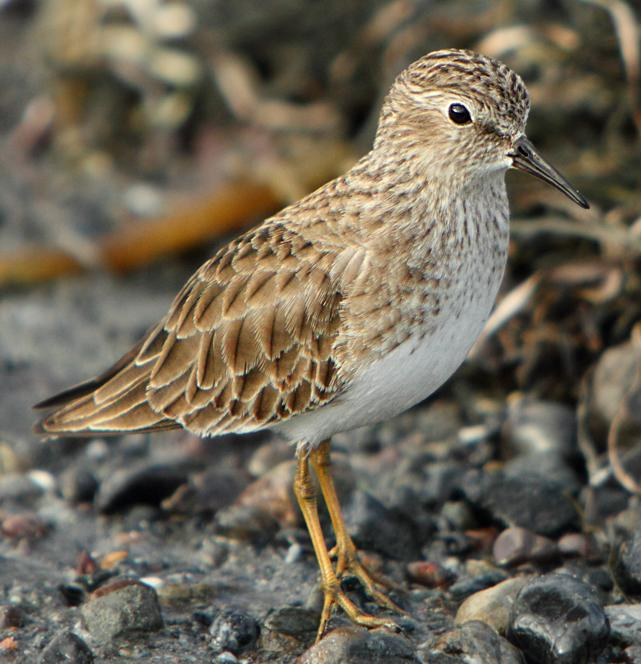
Adult i häckningsdräkt.

## Utbredning och systematik
Dvärgsnäppan är en flyttfågel som häckar i norra Nordamerika på östra Aleuterna, i Alaska, arktiska Kanada och Newfoundland och övervintrar från kustområden i södra USA till södra Sydamerika och Hawaii. Östliga häckfåglar flyger troligen utan att stanna från New England till övervintringsområden i nordöstra Sydamerika, ett avstånd på 300-400 mil.
Fågeln är en tillfällig gäst i Europa med exempelvis över 40-talet fynd i Storbritannien och fynd i alla nordiska länderna inklusive Sverige då den siktats utanför Vomb, Skåne i maj 2022.
Artens närmaste släktingar är – trots likheten med långtåsnäppa – småsnäppa och vitgumpsnäppa.

## Ekologi

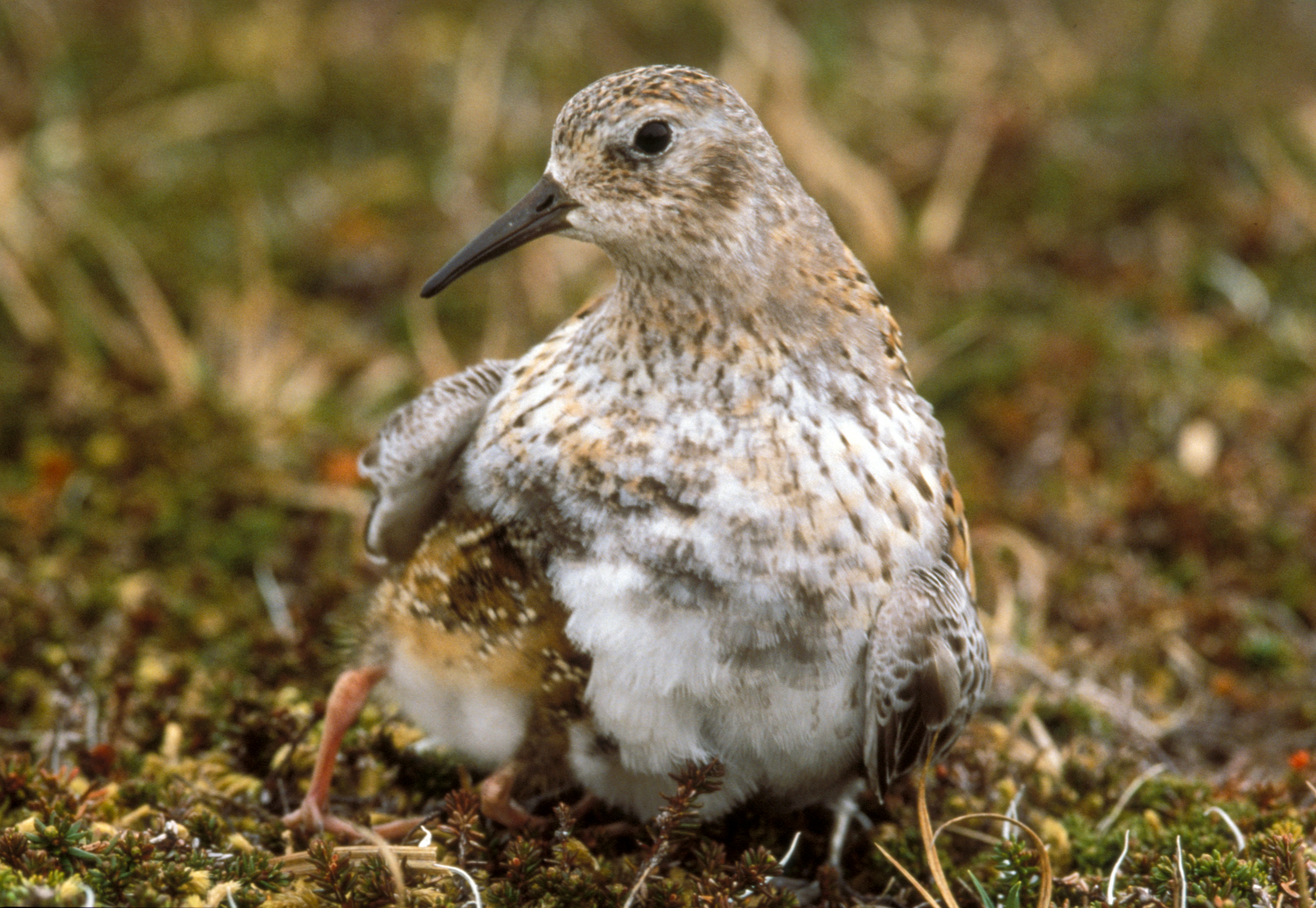
Häckande med dununge.

Dvärgsnäppan häckar på tundra och i boreala skogar tvärs över de nordligaste delarna av Nordamerika, i kustnära våtmarker samt på myrar och sävängar. I sydligaste delen av utbredningsområdet, i Nova Scotia och British Columbia, häckar de även i sanddyner. Under flyttningen stannar den utmed kusten vid både lerslätter och klippiga avsnitt, men även inåt landet i fuktängar, sjökanter och diken. I övervintringsområdena ses de i mangroveskogar, träsk, tidvattensområden, laguner samt vid sjö-, damm- och flodkanter.
Fågeln intar mestadels insekter och andra ryggradslösa djur som märlkräftor, tånglöss, snäckor, dolksvansägg, knott, vattenloppor, flugor, skalbaggar och trollsländor. Den använder vattnets ytspänning för att föra födan från näbbspetsen till munnen.
Hanen börjar bobygget genom att skapa en utjämnad yta på marken. Honan inreder med ett spartanskt foder av död växtlighet. Där lägger hon tre till fyra ägg som ruvas av båda könen i 19-23 dagar, honan kvällstid och hanen större delen av dagen.

## Status och hot
Dvärgsnäppan är en mycket vanlig vadare med ett bestånd som uppskattas till mellan fem och 15 miljoner vuxna individer. Dock minskar den i antal, så pass att arten sedan 2024 listas som nära hotad av IUCN.